# كليف واتسون
كليف واتسون (بالإنجليزية: Cliff Watson)‏ هو لاعب دوري الرغبي أسترالي وبريطاني، ولد في 26 أبريل 1940 في ستيبني في المملكة المتحدة، وتوفي في 2 مايو 2018 في Cronulla, New South Wales ‏ في أستراليا.